# Csong Bogjong
Csong Bogjong (hangul: 정보경, handzsa: 鄭普涇, RR: Jeong Bo-gyeong; 1991. április 17.–) dél-koreai cselgáncsozó, 2016-ban a 8. helyen állt a világranglistán.

## Pályafutása
A 2015-ös világbajnokságon bronzérmet szerzett légsúlyban. A 2016-os nyári olimpián ezüstérmet szintén légsúlyban.

### Olimpiai szereplése
| Versenyző                       | Versenyszám | Selejtező         | Nyolcaddöntő                      | Negyeddöntő                               | Elődöntő                             | Vigaszág elődöntő | Bronz- mérkőzés   | Döntő                              | Helyezés |
| Versenyző                       | Versenyszám | Ellenfél Eredmény | Ellenfél Eredmény                 | Ellenfél Eredmény                         | Ellenfél Eredmény                    | Ellenfél Eredmény | Ellenfél Eredmény | Ellenfél Eredmény                  | Helyezés |
| ------------------------------- | ----------- | ----------------- | --------------------------------- | ----------------------------------------- | ------------------------------------ | ----------------- | ----------------- | ---------------------------------- | -------- |
| Csong Bogjong (Jeong Bo-gyeong) | Légsúly     | erőnyerő          | Văn Ngọc Tú (VIE) · 102(0)-000(1) | Mönhbatin Uranceceg (MGL) · 101(1)-000(0) | Dayaris Mestre (CUB) · 100(0)-000(0) |                   |                   | Paula Pareto (ARG) · 000(0)–010(2) |          |